# Ploceibracon monstrans
Ploceibracon monstrans är en stekelart som beskrevs av Donald L.J. Quicke 1990. Ploceibracon monstrans ingår i släktet Ploceibracon och familjen bracksteklar. Inga underarter finns listade i Catalogue of Life.